# Albatros de Salvin
L'albatros de Salvin (Thalassarche salvini) és un gran ocell marí de la família dels diomedeids (Diomedeidae) que habita als oceans meridionals. Se l'ha considerat una subespècie de l'albatros de casquet blanc. És un ocell d'hàbits pelàgics, cria a les illes Bounty, Snares i Chatham, dispersant-se de manera ampla per l'Índic i el Pacífic sud. El seu estat de conservació, segons la Unió Internacional per a la Conservació de la Natura està catalogat com a vulnerable.